# ヤン・ナグルスキ

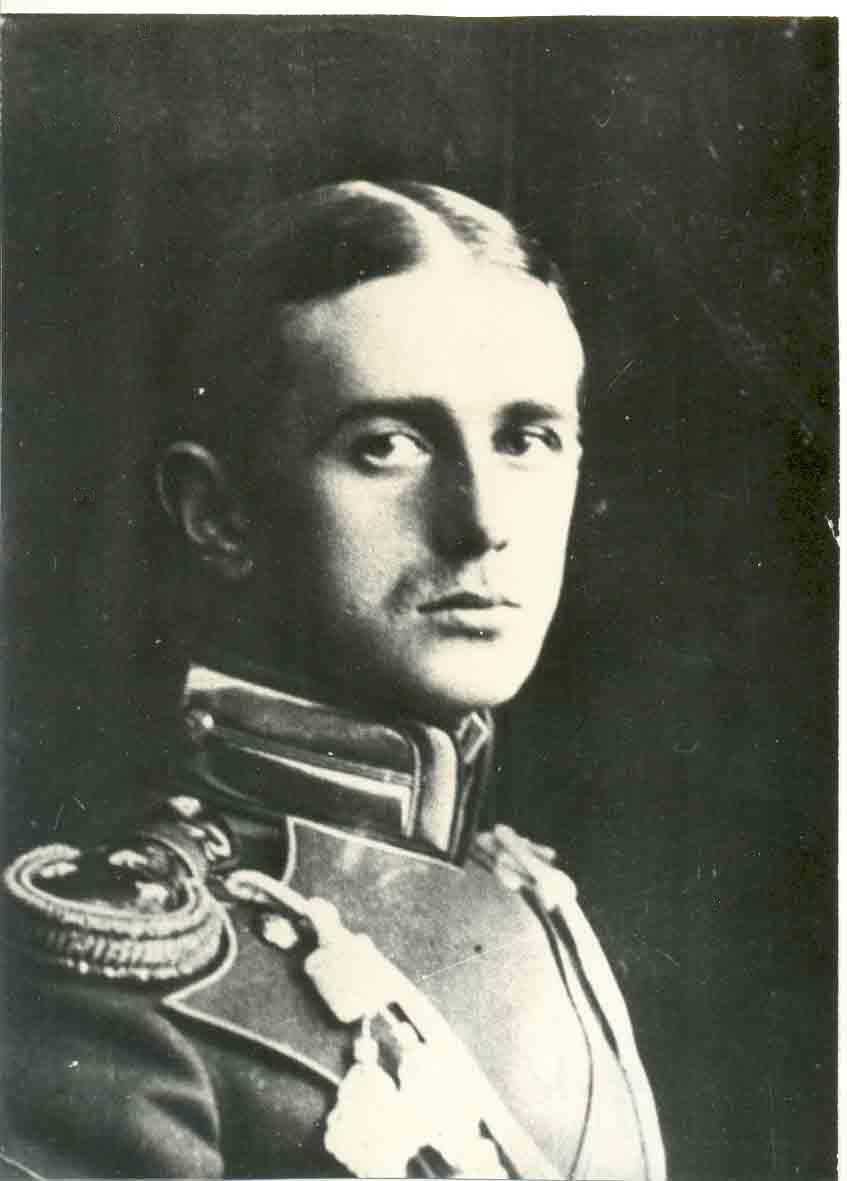
Jan Nagórski

ヤン・ナグルスキ（ポーランド語: Alfons Jan Nagórski、ロシア名：Иван Нагурский（Ivan Nagurski ）、1888年1月27日 - 1976年6月9日）はロシア帝国、ポーランドの技術者、パイロットである。極地飛行のパイオニアで、また飛行艇で最初に宙返り飛行を行なったパイロットである。

## 生涯
ロシア帝国領ポーランドのヴウォツワヴェクで生まれる。商業学校を出た後、1909年に軍の学校を卒業し、1912年にロシア航空クラブで飛行機の操縦を学ぶ。翌年、ロシア海軍の技術学校に入り、ロシア海軍の最初のパイロットたちの1人となった。
1914年、ゲオルギー・セドフ、ゲオルギー・ブルシロフ、ウラジーミル・ルサノフらの北極探検隊を捜索する任務に加わり、そのために購入されたモーリス・ファルマン MF11で極地の厳しい条件のもとノバヤゼムリヤを飛行した。1914年の8月21日から9月13日の間に5回の飛行を行い、10時間以上、1000km以上の飛行を行った。最後の飛行では北緯76度に達した。セドフの探検隊の発見には成功しなかったが、歴史上初めての極地飛行によって多くの貴重な経験を積み、帰還後、提出された報告書は後の極地飛行を行なったパイロットたちに有益なものとなった。極地を飛行する航空機が視認性を高めるために赤く塗装されるようになったのはナグルスキの提案によるものである。
極地から帰還した後、第一次世界大戦に参加した。フィンランドのトゥルクの基地からバルト海の哨戒任務を行い、バルチック艦隊の航空隊を指揮した。1916年9月17日に飛行艇での宙返り飛行に成功し、翌日もGrigorovich M-9で2回の宙返りに成功した。大戦間に5個の勲章を受勲した。1917年には乗機が故障し、バルト海で数時間漂流した後、潜水艦に救出され、病院に送られる経験をした。十月革命の後、ナグルスキの隊は赤軍側に参加した。
1919年にポーランドに戻った。ポーランド海軍に加わろうとしたが、赤軍に加わったことから許可されなかった。南ポーランドに移住し、製糖工業や製油工業のため冷凍機の設計技術者として働いた。1925年、ナグルスキの極地飛行の報告書がリチャード・バードに届き、バードはナグルスキに極地の天候などの情報を求めた。第二次世界大戦も生き抜き、エンジニアとして働いた。ナグルスキの業績は忘れられていたが、1955年に有名な南極探検家で作家のCzesław Centkiewiczが講演でナグルスキの業績を取り上げ、ポーランドの報道に取り上げられ、業績が再評価された。Centkiewiczの勧めにより1958年に著書First Above Arcticを執筆した。1960年には第一次世界大戦中の経験を描いたOver the Burning Balticを出版した。Polonia Restituta medal を受賞した。